# Río Aguarico
El río Aguarico es un río sudamericano de aguas blancas que discurre por el Ecuador y el Perú, un afluente del río Napo, parte a su vez de la cuenca amazónica. Tiene una longitud de 390 km, de los que los últimos 50 km de su curso bajo forman la frontera natural entre Ecuador y el Perú (en el departamento de Loreto).

## Geografía
El río Aguarico es un río que discurre casi íntegramente por la provincia de Sucumbíos, en el norte de Ecuador, siendo el principal río de la provincia. Nace en la cordillera de Pimampiro, al oeste de la provincia. Se dirige primero en dirección este, pasando por la localidad de Santa Cecilia y muy cerca de Nueva Loja, la capital provincial y la ciudad más poblada de la provincia (en 2009 tenía una población estimada de más de 26 000 hab.). Es un centro muy importante de la extracción petrolífera de Ecuador, siendo conocida como «La capital petrolera de Ecuador».
Sigue después el Aguarico por Teteve, Dureno, donde comienza a virar hacia el sureste, para volver pronto hacia el este. El río será a partir de aquí el límite suroccidental de la Reserva de Producción Faunística Cuyabeno, un área protegida desde 1979 de 6033.8 km². Pasa por la Cooperativa Tierras Orientales y Pugachi. El río se interna ahora en la Reserva, que ya no abandonará en la parte ecuatoriana, y alcanza Remolino. En la última parte de su curso el río será frontera, primero provincial, entre la provincia de Orellana, al sur, y Sucumbíos, al norte, un tramo en el que alcanza Zancudo y América Vargas. En la última parte, tras recibir por la izquierda al río Garza-Cocha, formará la frontera ecuatoriano-peruana, un tramo en el que alcanza Pichincha, Progreso, Castaña, Destacamento Cocaya y finalmente desemboca en el río Napo, en la misma frontera, un poco por encima de la localidad de Pantoja.
Sus mayores afluentes son los ríos Chingual, Due, Cuyabeno y Lagarto-Cocha.

## Historia
En 1541, Gonzalo Pizarro y Francisco de Orellana construyeron un velero, el San Pedro, y siguieron los cursos de los ríos Coca y Napo. Hasta la confluencia de este con el río Aguarico y el río Curaray, donde se encontraron faltos de provisiones. Habían perdido 140 de los 220 españoles y 3000 de los 4000 indios que componían la expedición. Acordaron entonces (22 de febrero de 1542) que Orellana prosiguiera en el barco en busca de alimentos río abajo. Le acompañaban unos cincuenta hombres. Incapaz de remontar el río, Orellana esperó a Pizarro. Finalmente envió a tres hombres con un mensaje y comenzó la construcción de un nuevo barco, el Victoria. Mientras tanto, Pizarro había vuelto hacia Quito por una ruta más hacia el norte, con solo 80 hombres, los que quedaban vivos.
Orellana siguió río abajo. Al cabo de siete meses y un viaje de 4800 kilómetros, en los que navegó río abajo por el río Napo, el Trinidad (¿río Jurua?), el río Negro (bautizado por Orellana) y el Amazonas, llegó a su desembocadura (26 de agosto de 1542), y desde allí se dirigió costeando a Nueva Cádiz en Cubagua (actual Venezuela). La Victoria, llevando a Orellana y Carvajal, bordeó la isla de Trinidad por el sur y quedó varada en el golfo de Paria durante siete días, llegando finalmente a Cubagua el 11 de septiembre de 1542. La San Pedro bordeó Trinidad por el norte y alcanzó Cubagua el 9 de septiembre.
Durante la época de la Gran Colombia, la existencia del Estado Soberano del Cauca, el Territorio del Caquetá, y la Comisaría del Putumayo, el río Aguarico tenía la importancia por ser la frontera entre Colombia y Ecuador, hasta que se definieron los límites entre ambas naciones por el Tratado Muñoz Vernaza-Suárez de 1916, donde la frontera común pasaron a ser los ríos Putumayo y San Miguel.

## Tribus indígenas
En la parte alta del río Aguarico vive la etnia siona, que pertenece a la familia lingüística tukano occidental y cuya lengua oficial es el paicoca y el español. En la actualidad son un grupo de aproximadamente 172 personas reunidas en 51 familias. Sus actividades económicas se basan principalmente en la caza, la pesca y en algunas ocasiones el turismo. Algunos de los problemas que la comunidad debe enfrentar actualmente son la contaminación ambiental y la sobreexplotación de la madera.